# Jung (band)
 For alternative betydninger, se Jung. (Se også artikler, som begynder med Jung)
Jung er et dansk poprock og synthpop-band, der blev dannet i 2017 af Michael Hovmand Hansen på keyboard, Sigurd Boesen på guitar og Jonas Jung Larsen på sang.
I 2019 udgav de deres første single, Jeg skal nok vente. Senere samme år blev deres anden single, Hun kommer tilbage, valgt til P3's uundgåelige.
De udgav i marts 2020 deres første album, Blitz, som de i august 2020 modtog guld for, og i 2023 gik pladen dobbelt platin. På pladen finder man også bandets nok største hit, Blitz, baby, der også er gået dobbelt platin.
I 2020 vandt Jung en pris til Danish Music Awards for 'Årets Nye Danske Livenavn'.
I 2021 blev bandet de helt store vindere ved GAFFA-Prisen, hvor de løb hjem med fem ud af seks priser, de var nomineret i, heriblandt 'Årets Danske Udgivelse' (for debutalbummet Blitz), 'Årets Danske Popudgivelse' (for samme album), 'Årets Danske Hit' (for Blitz, baby), 'Årets Danske Band' og 'Årets Nye Danske Navn'.
Senere i 2021 udgav de deres andet og hidtil seneste album, Forfra Forbundet, der medvirkede til, at de i 2022 vandt prisen for 'Årets Danske Band' til GAFFA-Prisen for andet år i træk.

## Diskografi

### Studiealbum
| Titel            | Albumdetaljer                                                               | Højeste placering | Certificering |
| Titel            | Albumdetaljer                                                               | Danmark           | Certificering |
| ---------------- | --------------------------------------------------------------------------- | ----------------- | ------------- |
| Blitz            | - Udgivet: 27. marts 2020 - Selskab: Universal - Format: LP, CD, download   | 3                 | - 2× Platin   |
| Forfra Forbundet | - Udgivet: 15. oktober 2021 - Selskab: Universal - Format: LP, CD, download | 1                 |               |

### Singler
| År   | Titel                  | Højeste placering | Højeste placering | Certificering | Album            |
| År   | Titel                  | Track             | Airplay           | Certificering | Album            |
| ---- | ---------------------- | ----------------- | ----------------- | ------------- | ---------------- |
| 2019 | "Jeg skal nok vente"   | –                 | 4                 | - Platin      | Blitz            |
| 2019 | "Hun kommer tilbage"   | –                 | 5                 | - Platin      | Blitz            |
| 2020 | "Blitz, baby"          | 18                | —                 | - 2x Platin   | Blitz            |
| 2020 | "Hvad skal jeg tro på" | —                 | —                 |               | Blitz            |
| 2020 | "To timer i træk"      | —                 | —                 |               | Forfra forbundet |
| 2021 | "Tur retur"            | —                 | —                 |               | Forfra forbundet |
| 2021 | "Forfra forbundet"     | —                 | —                 |               | Forfra forbundet |
| 2024 | "Færdig med pis?"      | —                 | —                 |               | Nu vil jeg hjem  |
| 2024 | "Nu vil jeg hjem"      | —                 | —                 |               | Nu vil jeg hjem  |
| 2025 | "Hey dér"              | —                 | —                 |               | Nu vil jeg hjem  |